# Petrolacosaurus
Petrolacosaurus war eine Gattung der Araeoscelidia, einer eidechsenartigen Familie, die vermutlich die ursprünglichsten diapsiden Reptilien waren. Einzige beschriebene Art ist Petrolacosaurus kansensis. Fossilien von Petrolacosaurus wurden erstmals in den 1930er Jahren in Kansas, USA gefunden.

## Merkmale
Petrolacosaurus war eine schlanke Echse, die etwa 40 cm lang wurde. Verglichen mit Hylonomus ist der Kopf verhältnismäßig klein und macht weniger als ein Fünftel der Körperlänge aus. Der Schädel hat größere Orbitae, zwei Schläfenfenster und eine größere Zahl von kleinen Zähnen auf dem Gaumen. Die Schnauze war kurz. Die Zähne auf dem Kieferrand waren scharf und deuten darauf hin, dass sich Petrolacosaurus von Insekten und anderen Kleintieren ernährte. Neben den Choanen (die paarigen hinteren Öffnungen der Nasenhöhle), die bei allen Landwirbeltieren vorhanden sind, finden sich rechts und links im Gaumen zwei weitere Öffnungen, die Suborbitalfenster. Hals und Beine sind länger als bei Hylonomus. Möglicherweise war Petrolacosaurus ein schneller Läufer.